# Бейтс, Уильям Горацио
Уильям Горацио Бейтс (англ. William Horatio Bates); род. 23 декабря 1860, Ньюарк, Нью-Джерси, США — 10 июля 1931, Нью-Йорк, Нью-Йорк, США) — американский врач-офтальмолог, изобретатель немедикаментозного метода восстановления зрения. Эффективность этого метода сомнительна, а теория, на которой он базируется, противоречит данным офтальмологии и оптометрии как времен Бейтса, так и современным данным.

## Краткая биография
Родился в Ньюарке, штат Нью-Джерси. Медицинское образование получил в Корнелле в 1881 году, учёную степень доктора медицинских наук — в Американском колледже врачей и хирургов в 1885 году. Свою практику Бейтс начал в Нью-Йорке, работал некоторое время в качестве помощника врача в Манхэттенской больнице по лечению заболеваний органов зрения и слуха. В период с 1886 по 1888 годы Бейтс работает штатным врачом в Бэллевьюльской психиатрической больнице. С 1886 по 1896 годы Бейтс занимает также должность штатного врача в Нью-Йоркской глазной больнице, работает в ряде других лечебных учреждений США. В 1886—1891 годы он преподает офтальмологию в Нью-Йоркской больнице-научно-исследовательском институте для аспирантов.
В 1896 году Бейтс решил оставить на несколько лет свою работу в больнице из-за необходимости проведения экспериментальных работ. В 1902 году Бейтс поступил на работу в лондонскую Чаринг-Кросс больницу. Двумя годами позже он начал заниматься частной практикой в Гранд-Форксе, штат Северная Дакота, которую продолжает шесть лет. В 1910 году занял пост врача по уходу за больными с нарушением зрения в Гарлемской больнице города Нью-Йорка и работал там до 1922 года.
Уильям Горацио Бейтс умер 10 июля 1931 года. Некролог в связи с его смертью был опубликован в «Нью-Йорк таймс» 11 июля.

## Метод Бейтса
Бейтс обещает вернуть зрение, возвратив слабовидящим привычки, которые есть у людей с хорошим зрением. Фундаментальными упражнениями являются пальминг, соляризация и широкие раскачивания.
Оригинальная версия книги с описанием метода англ. Perfect Sight Without Glasses перешла в общественное достояние. В 1943 публикуется сокращенная версия Better Eyesight Without Glasses, в которой удалены некоторые из наиболее противоречивых утверждений, таких как рекомендации глядеть на солнце (соляризация, саннинг) и утверждение, что «вспоминание чёрного цвета» является заменой анестезии.